# François Le Saint
Pour les articles homonymes, voir Le Saint.
François Le Saint, né le 11 mars 1833 à Landivisiau et mort le 27 janvier 1868 à Abou-Kouka (ou Abu Kuka), dans l'actuel Soudan du Sud, est un explorateur français.

## Biographie
Né le 11 mars 1833 à Landivisiau, Joseph-François-Marie Le Saint est le fils de Marie-Françoise Le Saint, née Tanguy, et de François Le Saint, meunier au lieu-dit du Pont-Croix.
Engagé dans l'infanterie vers 1852, il obtient le grade de sous-lieutenant après avoir été blessé à Solférino.
Désireux d'explorer l'Afrique, il prévoit tout d'abord de se rendre à Madagascar aux côtés des hommes d'une compagnie commerciale française, mais la mort brutale du souverain Radama II, survenue en 1863, entraîne l'annulation de ce voyage.
Le Saint conçoit ensuite le projet de remonter le Nil jusqu'à la source de ce fleuve, afin de poursuivre les explorations de Speke et de Baker, puis de bifurquer vers le sud-ouest et de traverser le continent afin de rejoindre les établissements français du Gabon. Soutenu par un autre voyageur breton, Guillaume Lejean, et par Arnauld d'Abbadie, Le Saint réunit les fonds nécessaires à son entreprise grâce à une souscription publique patronnée par la Société de géographie.
Le Saint s'embarque à Marseille le 19 janvier 1867 et se rend tout d'abord en Égypte. Après avoir atteint Khartoum depuis Massaoua, il reprend la route en novembre au sein d'un convoi commercial organisé par des marchands d'ivoire français, les frères Ambroise et Jules Poncet. Remontant le Nil Blanc en direction de Gondokoro, il contracte une fièvre bilieuse qui le contraint à débarquer, entre Shambe et Bor, au village d'Abou-Kouka (nom arabe d'Ameloni), sur la rive droite du fleuve, en pays Niam-Niam (Zandé), où se trouve une zériba appartenant aux frères Poncet. Il y meurt le 27 ou 28 janvier 1868. Il est inhumé dans le cimetière de l'ancienne mission catholique de Sainte-Croix (Kanisa). Ses papiers, recueillis par son domestique copte, Francesco Sam, puis tranmis à la Société de géographie, sont conservés à la Bibliothèque nationale de France.